# Thiệu Giao
Thiệu Giao là một xã thuộc huyện Thiệu Hóa, tỉnh Thanh Hóa, Việt Nam.

## Địa lý
Xã Thiệu Giao nằm ở phía nam huyện Thiệu Hóa, có vị trí địa lý:
- Phía đông giáp thành phố Thanh Hóa
- Phía nam giáp thành phố Thanh Hóa và huyện Đông Sơn
- Phía tây giáp xã Tân Châu và huyện Đông Sơn
- Phía bắc giáp xã Tân Châu và thành phố Thanh Hóa.

Xã Thiệu Giao có diện tích 5,81 km², dân số năm 2022 là 6.696 người, mật độ dân số đạt 1.152 người/km².

## Hành chính
Xã Thiệu Giao được chia thành 3 thôn: Bái Giao, Đại Bái, Mã Đa.

## Lịch sử
Vùng đất thuộc xã Thiệu Giao ngày nay, vào đầu thế kỉ 19 là các thôn xã thuộc tổng Đại Bối, huyện Đông Sơn, phủ Thiệu Thiên: Đại Bái (có từ thời Lê, đầu thế kỉ 19 là xã Đại Bối thuộc tổng Đại Bối), Bái Giao (đầu thế kỉ 19 là xã Bái Giao), Xóm Mã Đa (thành lập sau năm 1945).
Từ năm 1900, tổng Đại Bối chuyển về thuộc huyện Thụy Nguyên, phủ Thiệu Hóa.
Cuối năm 1945, huyện Thụy Nguyên đổi thành huyện Thiệu Hóa.
Năm 1977, xã Thiệu Giao cùng với các xã phía nam sông Chu của huyện Thiệu Hóa sáp nhập với huyện Đông Sơn thành huyện Đông Thiệu.
Năm 1982, huyện Đông Thiệu đổi tên thành huyện Đông Sơn.
Năm 1996, xã Thiệu Giao thuộc huyện Thiệu Hóa mới tái lập.

## Văn hóa
- Đền thờ Hữu thị lang Lê Văn Hiển, đỗ đệ nhị giáp tiến sĩ khoa Mậu Thìn (1508) đời vua Lê Uy Mục ở làng Đại Bái[3]
- Đền thờ Lê Khắc Tháo, sĩ phu Cần Vương cuối thế kỉ 19 ở làng Bái Giao[3].